# One Island East
One Island East (čínsky 港島東中心) je mrakodrap v Hongkongu. Postaven byl podle návrhu, který vypracovala firma Wong & Ouyang. Má 67 podlaží a výšku 298 metrů. Výstavba probíhala v letech 2006–2008 a 1. dubna 2008 byl slavnostně otevřen.